# بلاك درين
الدرين الأسود أو الدريم الأسود (بالألبانية: Drini i Zi)‏; (بالمقدونية: )‏ هو نهر في شمال مقدونيا وألبانيا. يتدفق من بحيرة أوهريد في ستروغا، شمال مقدونيا. طوله 149 كـم (93 ميل) ويبلغ طول حوض تصريفه 3,504 كـم2 (1,353 ميل2). متوسط التفريغ هو 118 م3/ث (4,200 قدم3/ث). بعد التدفق عبر مقدونيا الشمالية مقابل 56 كـم (35 ميل)، يعبر نهر بلاك درين الحدود إلى ألبانيا غرب ديبار. ويندمج مع نهر درين الأبيض في كوكيس ليشكل نهر درين الذي يصب في البحر الأدرياتيكي. يستنزف معظم منطقة الحدود الشرقية لألبانيا.

## التسمية في علم أصول الكلمات
الاسم قديم - درينيوس، ترينيوس (بليني)، (باليونانية: Δρεῖνος)‏ (بطليموس). أصلها إليري من الكلمة القديمة Drūn من اللغة الهندو أوروبية.

## الزراعة
هذا الجزء من ألبانيا هو موقع زراعي، وتعد الذرة والشعير المنتجات الزراعية الرئيسية في المنطقة; تكثرزراعة الغابات في المنطقة أيضاً. كما يمكن العثور على تراوت أوهريد، وهو أحد أشكال سمك السلمون في أجزاء من النهر في بعض الأحيان.